# Peperomia peltilimba
Peperomia peltilimba är en pepparväxtart som beskrevs av C. Dc. och William Trelease. Peperomia peltilimba ingår i släktet peperomior, och familjen pepparväxter. Inga underarter finns listade i Catalogue of Life.